# Новокраснянка
Новокрасня́нка — село в Україні, у Кремінській міській громаді Сіверськодонецького району Луганської області. Населення становить 1471 осіб. Колишній орган місцевого самоврядування — Новокраснянська сільська рада.
В межах села річка Гнила впадає в Мечетну.

## Історія
Вище по Красній, на річці Мечетна (притока Красної), мешканці селища Стара Краснянка організували Новокраснянський юрт. Але точна дата заснування Новокраснянки не відома. Датоване 1704 р. листування, яке стосувалося суперечок донських козаків з ізюмськими щодо контролю територій, свідчить про існування новокраснянців, які були активними учасниками тогочасних подій. В листі від 19 жовтня 1704 року згадуються новокраснянці: «Донские казаки айдарские жители 4, боровских 5, сухаревских 8, трехизбянских 3, старокраснянцов 3, новокраснянцов 3 человека, сказали: в прошлых де годех, как не было городов Царе-Борисова, Мояцкого, Изюма и Соляного, и в то де время речками Багмутом и Красною и Жеребцом с верховья и до устья, и вверх по реке Донцу по Посольской перевоз (около Святых гор), владели они донские казаки по своим казацким обыкновенностям, а крепостей у них казаков на те речки со всеми угодьи никаких нет». Тобто в 1704 р. Новий Краснянський вже існував не менше 2-3 років. 
За даними на 1864 рік у казенній слободі Куп'янського повіту Харківської губернії мешкало 2769 осіб (1398 чоловічої статі та 1371 — жіночої), налічувалось 410 дворових господарств, існувала православна церква.
Станом на 1885 рік у колишній державній слободі Новоглухівської волості мешкало 3410 осіб, налічувалось 604 дворових господарства, існували православна церква, школа, 8 лавок, 4 ярмарки на рік: преполовінний, троїцький, 1 серпня та 26 жовтня.
За переписом 1897 року кількість мешканців зросла до 4296 осіб (2090 чоловічої статі та 2206 — жіночої), з яких 3982 — православної віри.

## Відомі люди
В селі народилися український радянський філософ Блудов Яків Семенович та льотчик-випробовувач, Герой Радянського Союзу Ведерніков Іван Корнійович.
Похований Титаренко Олексій Георгійович (1986—2016) — солдат Збройних сил України, учасник російсько-української війни.

## Релігійні споруди
Архангело-Михайлівський храм

## Світлини

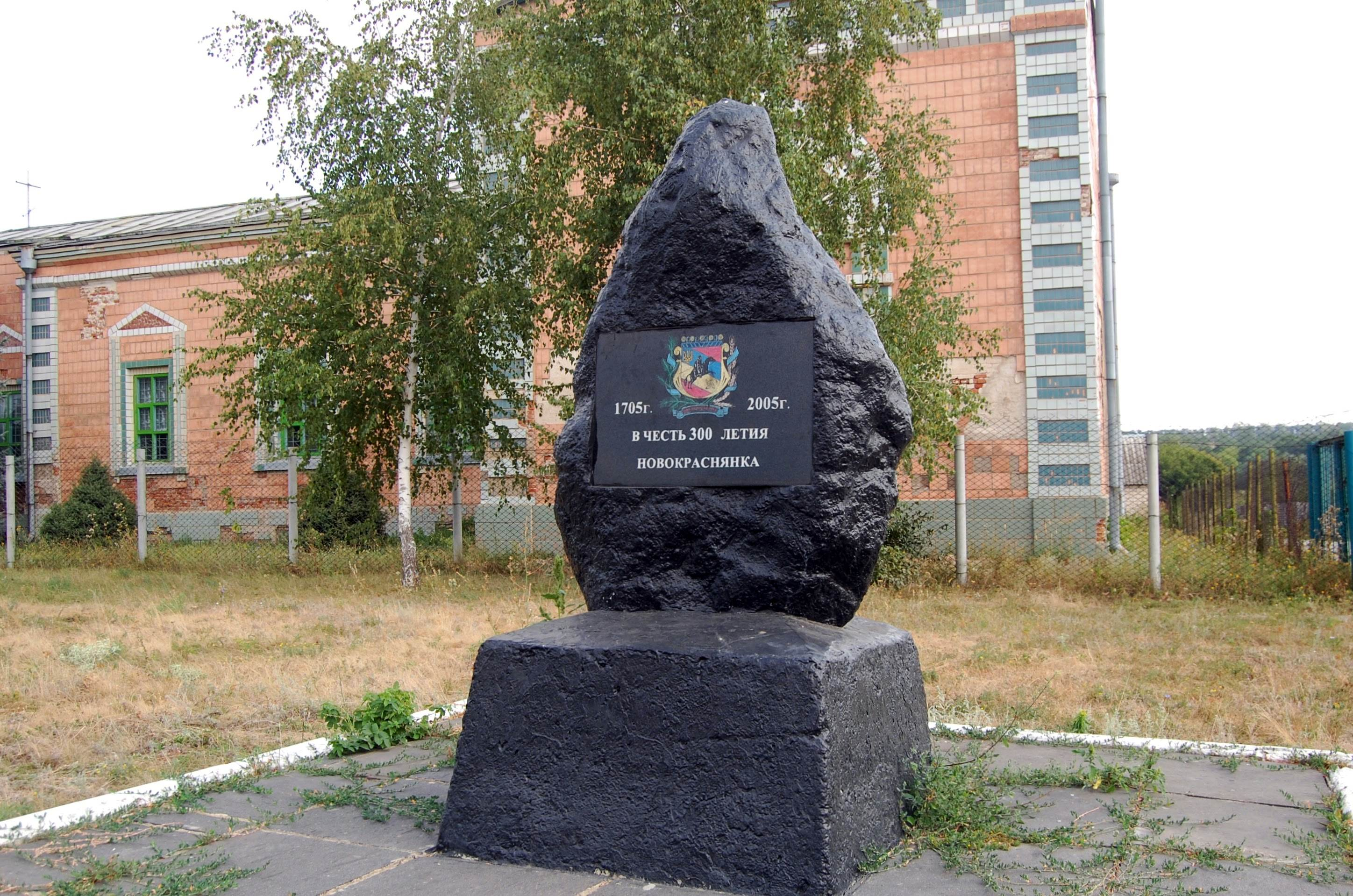
Село Новокраснянка 1705.
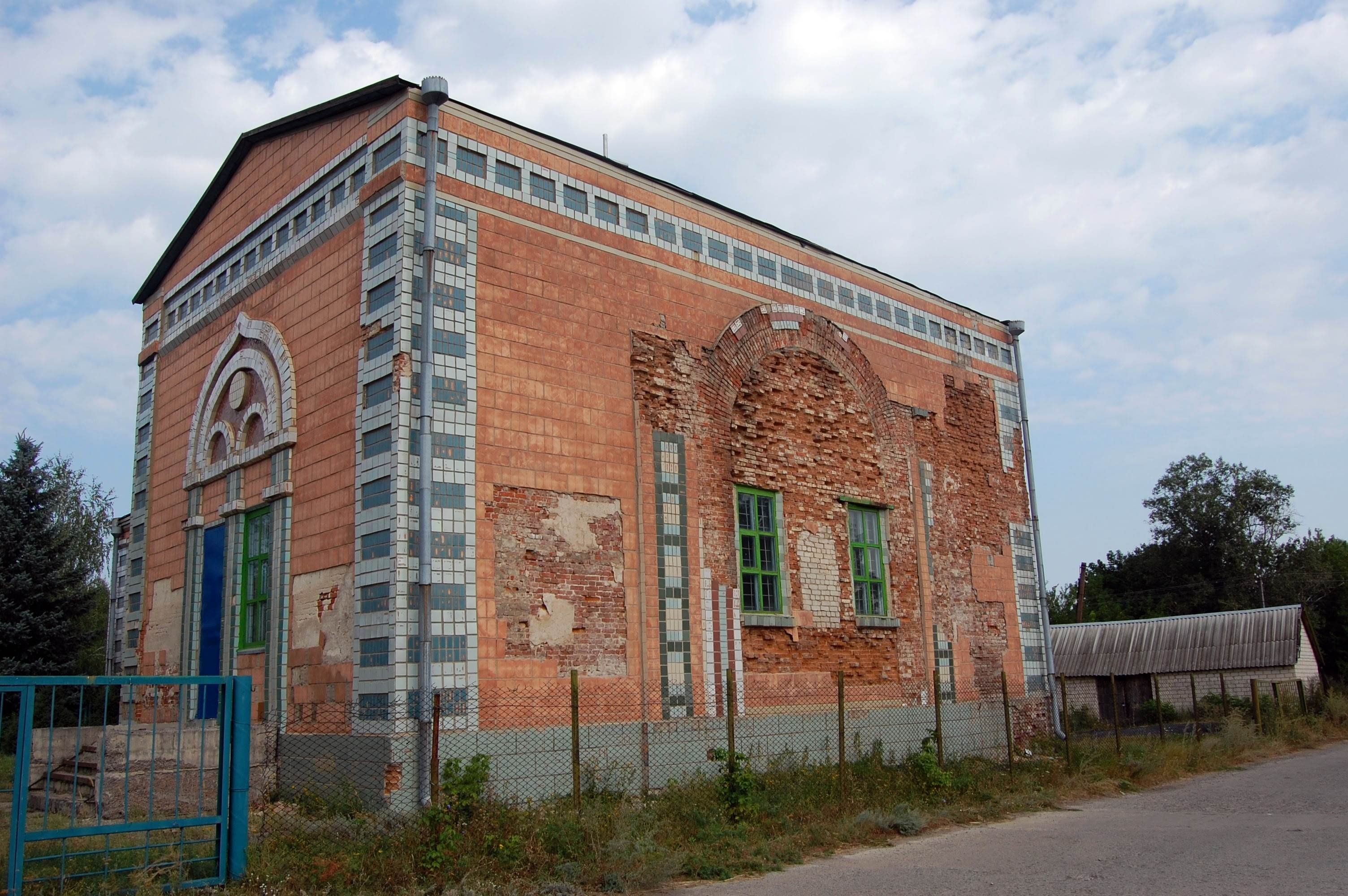
залишки храму.
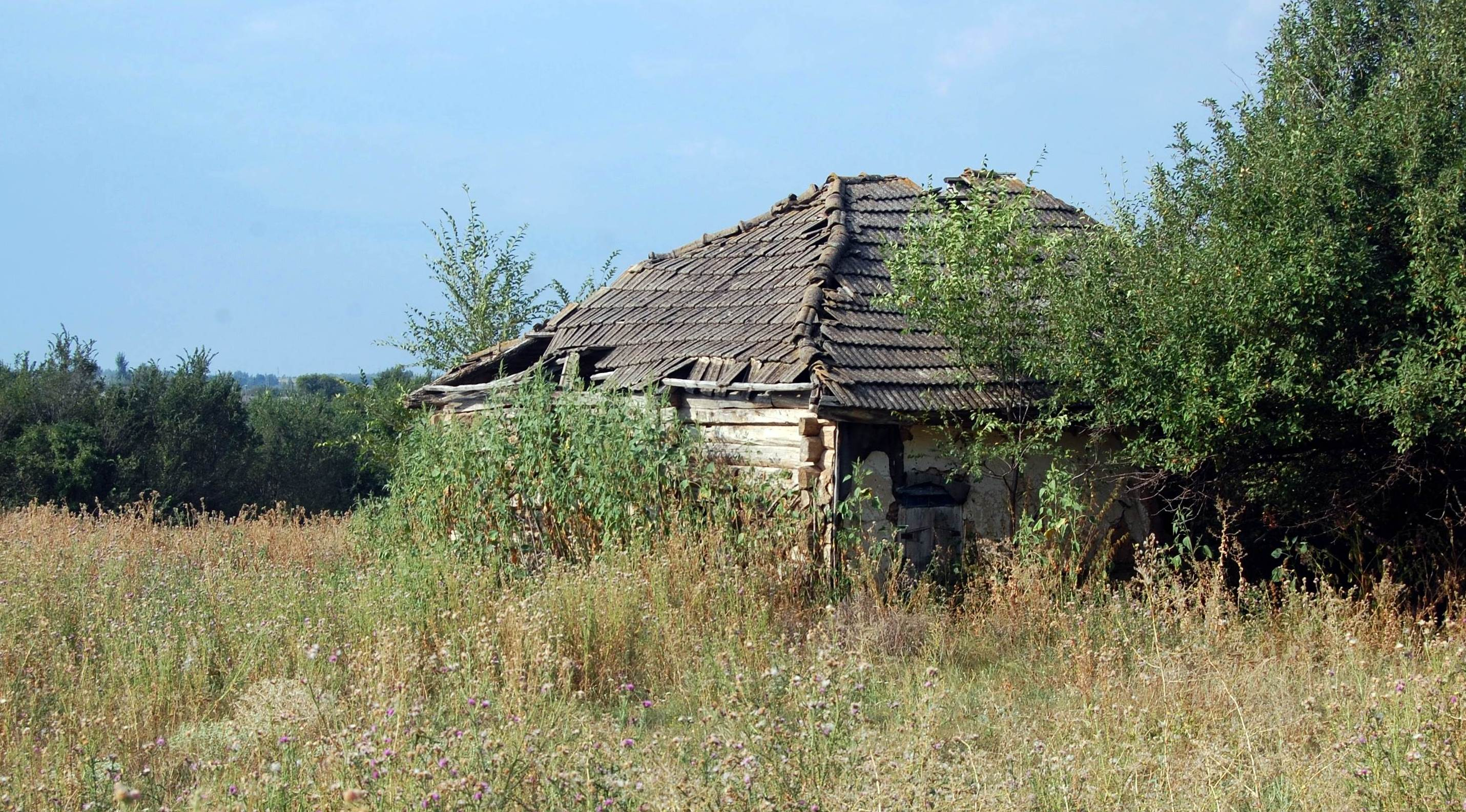
Новокраснянка